# 門司港運転区
門司港運転区（もじこううんてんく）は、福岡県北九州市門司区にかつて存在した、九州旅客鉄道（JR九州）本社鉄道事業本部の車両基地である。
2011年（平成23年）の組織改正で検修部門が分離されて運転士所属区所となり、2013年（平成25年）3月16日には運転部門が廃止されたため、現在は乗務員宿泊所となっている。

## 沿革
- 1951年（昭和26年）4月 - 門司港検車区・門司港車電区を統合し、門司港客貨車区を設置[1]。
- 1974年（昭和49年）12月 - 門司港客貨車区を門司港運転区に改組[1]。
- 1987年（昭和62年）4月1日 - 国鉄分割民営化に伴ってJR九州に承継され、同社本社の直轄となる。
- 2001年（平成13年）4月1日 - 本社直轄から、新設された北部九州地域本社の管轄に変更[2][要ページ番号]。
- 2010年（平成22年）4月1日 - 再度本社直轄に戻る[2][要ページ番号]。
- 2011年（平成23年）4月1日 - 検修部門は小倉工場と統合し、小倉総合車両センター門司港派出に改組[2][要ページ番号]。
- 2013年（平成25年）3月16日 - 運転部門が廃止。運転士は小倉運転区に配置換え。

## 配置車両の車体に記されていた略号
- 旅客車：「本モコ」 - 本社直轄を意味する「本」と、門司港を意味する「モコ」から構成される。
  - 鉄道省時代は門司鉄道局、国鉄時代は門司鉄道管理局（のちに九州総局）の管轄であったことから「門モコ」と標記されていた。また、北部九州地域本社が管轄していた時期は「北モコ」となっていた。
  - 小倉総合車両センター門司港派出に改組されて以降は「本コラ」[2][要ページ番号]となっている。

## 過去の配置車両
- 415系電車（FJ編成）
  - 0番台4両編成2本、100番台4両編成12本、計56両が配置されていた。山陽本線（下関 - 門司間）・鹿児島本線（門司港 - 八代間）・日豊本線（小倉 - 中津間）・長崎本線（鳥栖 - 多良間）で運用された。
- チキ5200形貨車
  - 6両が配置されていた。レール輸送用長物車。
- チキ5500形貨車
  - 14両が配置されていた。レール輸送用長物車。
- チキ6000形貨車
  - 28両が配置されていた。レール輸送用長物車。

以上は2007年（平成19年）4月1日現在の配置車両で、2011年4月1日に小倉総合車両センター門司港派出に転属した。組織改編に伴う書類上の転属であり、チキ5200形以外はほぼ同数の車両が引き続き同所に配属されている。
- 国鉄12系客車
  - パノラマライナーサザンクロス
  - お座敷列車「山編成」
- 国鉄50系客車

など。